# 李美燕
李美燕，出生於臺灣南投縣，祖籍河南南陽縣。臺灣師範大學國文博士（1993年），教授級插花設計師，現任臺灣國立屏東教育大學中國語文學系教授，曾任湖南師範大學文學院與音樂學院合聘客座教授（2004年8－9月)、湖南省博物館古代文物部訪問學者及古琴研究員（2005年8－9月）、荷蘭萊頓大學國際亞洲學研究院（IIAS）研究員（2006年9月－2007年3月）、臺灣中央研究院文哲研究所訪問學人(2011年7-12月)、雲岡石窟研究院訪問學者(2013年8-9月)、哈佛大學音樂系訪問學者(2015年2-7月)。

## 著作
- 《中國古代樂教思想（先秦兩漢篇）》（臺灣：麗文文化事業股份有限公司，1998年初版）
- 《琴道之思想基礎與美學價值之研究》（臺灣：麗文文化事業股份有限公司，1999年初版；2003年第二版）
- 《《老子》人本思想的教育意義》（臺灣：屏東師院出版，2000年初版）
- 《琴道與美學》（北京：社會科學文獻出版社，2002年初版）
- 《琴道：高羅佩與中國古琴(上冊)》（香港：香港大學饒宗頤學術館，2010年初版；2012年修訂版）
- 《琴道》，高羅佩原著；李美燕翻譯(臺北：聯經出版社，2015年初版)

## 外部連結
- 中國語文學系 -- 李美燕老師[永久]